# Лютарський
Лю́тарський — пасажирський зупинний пункт Козятинської дирекції Південно-Західної залізниці на електрифікованій лінії Фастів I — Миронівка між станцією Ольшаниця (7,7 км) та зупинним пунктом Карапиші II (2,9 км). Розташований в селі Карапиші Обухівського району Київської області.

## Історія
Зупинний пункт відкритий у 1965 році. Назва походить від однойменного хутора Лютарський, що знаходиться неподалік.
У 1963 році електрифікований змінним струмом (~25 кВ) в складі дільниці Фастів I — Миронівка.

## Пасажирське сполучення
На платформі Лютарський зупиняються приміські електропоїзди сполученням Київ — Фастів I — Миронівка.